# Ibrahim Camejo
Ibrahim Camejo (Isola della Gioventù, 28 giugno 1982) è un lunghista cubano.

## Palmarès
| Anno | Manifestazione  | Sede      | Evento         | Risultato | Prestazione | Note |
| ---- | --------------- | --------- | -------------- | --------- | ----------- | ---- |
| 2005 | Campionati CAC  | Nassau    | Salto in lungo | Bronzo    | 7,8 m       |      |
| 2005 | Mondiali        | Helsinki  | Salto in lungo | 15º       | 7,78 m      |      |
| 2006 | Giochi CAC      | Cartagena | Salto in lungo | Bronzo    | 7,83 m      |      |
| 2008 | Giochi olimpici | Pechino   | Salto in lungo | Bronzo    | 8,20 m      |      |
| 2009 | Campionati CAC  | L'Avana   | Salto in lungo | 6º        | 7,43 m      |      |
| 2009 | Mondiali        | Berlino   | Salto in lungo | 33º (q)   | 7,71 m      |      |